# Röntgenbron
Een röntgenbron is een apparaat dat energie omzet in röntgenstraling, of een natuurlijke bron van röntgenstraling. Een röntgenbuis is er een voorbeeld van.
Röntgenstraling heeft een energie van 0,5 tot zo'n 200 keV. Deze straling wordt in een vacuümbuis opgewekt, waarin een grote spanning tussen de anode en kathode wordt aangelegd. De spanning die daarbij wordt gebruikt ligt tussen ongeveer 40 kV voor mammografieën tot 125 kV bij onder andere CT-scans. Om het mogelijk te maken dat de elektronen in de kathode te vrijkomen, wordt deze opgewarmd.
De elektronen worden door de anode aangetrokken en door wisselwerkingsprocessen in de anode, meestal door het compton-effect ontstaan er fotonen die een bepaald energiespectrum hebben die in de buurt ligt van de gewenste energie. Niet alle straling die door de buis opgewekt wordt is nuttig voor de beeldvorming, terwijl deze wel bijdragen aan de stralenbelasting voor de patiënt. Het te onderzoeken lichaamsdeel zal straling met te weinig energie absorberen en straling met te veel energie zal door het lichaam passeren zonder te worden geabsorbeerd. Er worden daarom altijd filters tussen de röntgenbron en de patiënt geplaatst, om de straling die niet aan de beeldvorming bijdraagt weg te vangen. Hiervoor worden materialen zoals aluminium, koper, wolfraam en rodium gebruikt.